# Moreaga
Moreaga es una entidad de población española del municipio de Sopelana, perteneciente a la provincia de Vizcaya, en la comunidad autónoma del País Vasco. En 2023, la entidad singular de población tenía empadronados 9850 habitantes y el núcleo de población, también 9850.